# Пристрасті за мутантами
«Пристрасті за мутантами» (англ. The Mutant Agenda) — четверта серія другого сезону мультсеріалу «Людина-павук» 1994 року.

## Сюжет
Людина-павук хвилюється через втрату надздібностей та мутацію свого тіла. Він вирішує звернутись до Чарльза Хав'єра, відомішого як Професор Ікс, творець Людей Ікс. Люди Ікс нападають на Людину-павука, але його рятує Хав'єр. Пітер розповідає йому про свою проблему, але Хав'єр не може йому допомогти. Людина-павук залишає маєток Хавьєра, але його зупиняє Генк МакКой, Звір з Людей Ікс, і пропонує йому звернутись до професора Герберта Лендона, який працює над ліками для мутантів. Після розмови з Лендоном, його люди беруть Звіра у полон. Неочікувано їх атакує Гобґоблін, але їм вдається залишити будівлю до того, як Гобґоблін її підриває. Тим часом Росомаха вирушає вирушає на пошуки Звіра і вирішує звернутись до Людини-павука, який бачив Звіра востаннє. Тим часом Звір дізнається, що ліки Лендона були створені щоб знищити мутантів, і що він — піддослідний щур для випробування формули. Тим часом на Людину-павука нападає Гобґоблін, а пізніше Росомаха. І поки Людина-павук бореться з Росомахою, Гобґоблін втікає з поля бою…

## У ролях
- Крістофер Деніел Барнс — Пітер Паркер/Людина-павук
- Воррен Срока — юний Пітер Паркер
- Брайан Кіт — дядько Бен Паркер
- Сьюзан Біубіан — доктор Марія Кроуфорд
- Джордж Бьюза — Генк МакКой/Звір
- Катал Дж. Додд — Джеймс "Логан" Гоулетт/Росомаха
- Норм Спенсер — Скотт Саммерс/Циклоп
- Ленор Занн — Шельма
- Елісон Сілі-Сміт — Ороро Монро/Шторм
- Кріс Поттер — Ремі ЛеБю/Гамбіт
- Елісон Корт — Джубілейшн Лі/Джубілі
- Кетрін Дішер — Джина Грей
- Седрік Сміт — Чарльз Ксавьєр/Професор Ікс
- Марк Гемілл — Гобґоблін
- Роско Лі Браун — Вілсон Фіск/КінгПін
- Максвелл Колфілд — Елістер Сміт
- Девід Ворнер — Герберт Лендон
- Лорі О'Браєн — Женевьєв
- Джозеф Раскін — Льюалд